# Rio Inhacorá
Rio Inhacorá är ett vattendrag i Brasilien.   Det ligger i delstaten Rio Grande do Sul, i den södra delen av landet, 1 500 km sydväst om huvudstaden Brasília.
Trakten runt Rio Inhacorá består till största delen av jordbruksmark. Runt Rio Inhacorá är det ganska glesbefolkat, med 21 invånare per kvadratkilometer.